# Sarasinica femoralis
Sarasinica femoralis is een hooiwagen uit de familie Epedanidae.